# Allan Evans
Allan James Evans (Dunfermline, 1956. október 12. –) skót válogatott labdarúgó. 

## Pályafutása

### Klubcsapatban
1973 és 1977 között a Dunfermline Athletic csapatában játszott. 1977-től 1989-ig az Aston Villa játékosa volt, melynek tagjaként 1981-ben bajnoki címet szerzett és 1982-ben megnyerte a bajnokcsapatok Európa-kupáját. Az 1989–90-es szezonban a Leicester City csapatát erősítette. 1990-ben rövid ideig Kanadában szerepelt a Victoria Vistas együttesénél. 1991-ben a Darlington játékosaként vonult vissza az aktív játéktól.

### A válogatottban
1982-ben 4 alkalommal szerepelt a skót válogatottban. Részt vett az 1982-es világbajnokságon, ahol az Új-Zéland elleni csoportmérkőzésen kezdőként lépett pályára. Brazília és a Szovjetunió ellen nem kapott lehetőséget.

## Sikerei, díjai
Aston Villa
- Angol bajnok (1): 1980–81
- Angol szuperkupagyőztes (1): 1981 (megosztva)
- BEK-győztes (1): 1981–82
- UEFA-szuperkupa (1): 1982